# Пак Джи Хун (футболист, 2001)
Пак Джи Хун (кор. 박지훈; род. 13 мая 2001) — южнокорейский футболист, защитник клуба «Минск».

## Карьера

### Начало карьеры
Начинал заниматься футболом на родине. Позже перебрался в казахстанскую СДЮСШОР-8, вместе с которой в 2020 году принимал участие в Первой лиге. Вместе с клубом завершил чемпионат на итоговом третьем месте в своей группе. В марте 2023 года перешёл в южнокорейский клуб «Чхунджу». Дебютировал за клуб 21 мая 2022 года в матче против клуба «Чхунчхон», выйдя на поле в стартовом составе. Дебютным забитым голом за клуб отличился 29 мая 2022 года в матче против клуба «Канвондо Резерв». В начале 2023 года продолжил заниматься футболом в Университете Чеджу Халла. В марте 2023 года на правах свободного агента присоединился к казахстанскому клубу «Хан Тенгри». Дебютировал за клуб 9 мая 2023 года в матче против клуба «Тараз», выйдя на поле в стартовом составе. Первым результативным действием за клуб отличился 17 августа 2023 года в матче против клуба «Тараз», отдав голевую передачу. По окончании сезона покинул клуб.

### «Талант»
В феврале 2024 года на правах свободного агента присоединился к кыргызстанскому клубу «Талант». Дебютировал за клуб 30 марта 2024 года в матче против клуба «Дордой», выйдя на поле в стартовом составе. По итогу дебютного матча футболист был признан лучшим игроком. Футболист сразу же смог закрепиться в основной команде клуба, став одним из ключевых защитников. Вместе с клубом дошёл до четвертьфинала Кубка Кыргызстана, где в ответном матче в серии пенальти уступили клубу «Мурас Юнайтед». Дебютным забитым голом за клуб отличился 7 ноября 2024 года в матче против клуба «Илбирс». По итогу сезона вместе с клубом завершил чемпионат на итоговом восьмом месте, отличившись своим единственным забитым голом. По окончании сезона, в связи с окончанием срока действия контракта, покинул кыргызстанский клуб.

### «Минск»
В августе 2025 года, после полугодового нахождения в статусе свободного агента, присоединился к белорусскому «Минску», подписав контракт до конца сезона. Также игрок стал вторым южнокорейским футболистом в истории белорусского чемпионата.